# Matjaž Brojan
Matjaž Brojan, slovenski novinar, kulturni delavec in publicist iz Domžal, * 16. maj 1944, Beograd.
Bil je urednik tovarniškega glasila "Kolektiv" podjetja Lek iz Ljubljane, glavni urednik Občinskega poročevalca, glasila občine Domžale in novinar RTV Slovenija.
Napisal ali uredil je več kronističnih monografij s področja obrti, kulture in športa. Ukvarja se tudi s kiparjenjem in rezbarjenjem. Svoja dela pogosto razstavlja. Leta 2020 je izdal knjigo Svetilnik slovenstva in vernosti v New Yorku o cerkvi sv. Cirila v New Yorku.

## Nagrade in priznanja
- 2008: Steletovo priznanje za dolgoletna prizadevanja na področju promocije kulturne dediščine na Radiu Slovenija[3]
- 2021: Murkova listina